# Eunidia partenigrofemoralis
Eunidia partenigrofemoralis är en skalbaggsart som beskrevs av Stefan von Breuning 1977. Eunidia partenigrofemoralis ingår i släktet Eunidia och familjen långhorningar. Inga underarter finns listade i Catalogue of Life.